# Потоцкая, Ольга Станиславовна
О́льга Станисла́вовна Пото́цкая, по мужу Нарышкина (1802, Тульчин — 7 октября 1861, Париж, Франция) — дочь польского магната Станислава Щенсного Потоцкого и знаменитой авантюристки Софии Глявоне, сестра графа Ивана Витта, жена Л. А. Нарышкина.

## Биография
Ольга родилась в 1802 году в Тульчине, год спустя после своей сестры Софии. Девочки росли в юго-западных владениях Потоцких — в Тульчине, где находились два дворца их владетельного рода, и в Умани, где в честь их матери был разбит в 1793—1796 годах знаменитый сад Софиевка. Часть года семья проводила в Крыму, где ещё Потёмкин подарил своей прекрасной гречанке большое греческое селение Массандру.
Имение тянулось от хребта Яйлы до моря, охватывая площадь свыше 800 десятин. В горной части это огромное имение заключало строевые леса, в долинной были вскоре разведены виноградники тончайших французских лоз, а на обрыве над морем разбит роскошный парк с редкими тропическими растениями.

### Молодые годы
После смерти мужа в 1805 году графиня Софья Константиновна Потоцкая на протяжении многих лет вела тяжёлый процесс за наследство с пасынками. Одним из главных адвокатов в деле Софьи Потоцкой был граф Милорадович, который влюбился в молоденькую Ольгу.
Потоцкая, зная, что тяжело больна, была озабочена устройством судьбы незамужней Ольги. Брак старшей дочери Софии с генералом Киселёвым был делом решенным, и в 1821 году состоялась их свадьба.
Ольга с позволения матери нередко посещала Милорадовича, просиживала с ним наедине по часу в его кабинете и принимала от него великолепные подарки. Граф Олизар вспоминал, что приёмный кабинет Милорадовича был украшен картинками, гравюрами и статуэтками, изображавшими Ольгу, она же втихомолку потешалась над страстью 50-летнего генерала и заставляла делать много смешного для его лет.

Затем появился новый кандидат на её руку — 33-летний красавец князь Павел Лопухин, мать и сестра склоняли Ольгу на этот брак. Графиня Потоцкая писала дочери Софии:
Что касается Ольги, то она следует твоим советам, лучше ведёт себя с Лопухиным, который навещал бы нас чаще, если бы не Милорадович. Надеюсь, что как-то все уладиться. Он чересчур робок, почти так же, как она...Он выглядит влюбленным, она тоже неравнодушна. Верю, что она будет с ним счастлива. Признаюсь тебе, что очень хочу этого брака; со здоровьем моим дела обстоят неважно, приходится рано ложиться спать; хотелось бы быть спокойной за дочку, а это пока трудно.
По настоянию врачей графиня Потоцкая вместе с Ольгой в 1821 году выехала из Петербурга за границу на воды, где 12 ноября 1822 года в Берлине она скончалась. После смерти матери Ольга получила в наследство Мисхор, а её сестре Софье досталась Массандра. Ольга осталась на попечении старшей сестры и её мужа Киселёва.
Ольга, по словам мемуариста Басаргина, отличалась более положительным характером, чем её старшая сестра, и, как и та, «славилась своею красотою», которая в сочетании с её практицизмом сыграла печальную роль в жизни её старшей сестры Софии. В глазах генерала Киселёва, Ольга вскоре затмила очарование его молодой жены, и возникший роман зятя со свояченицей превратился в прочную пожизненную связь, разбившую счастье Софьи Станиславовны. К 1829 году брак Киселёвых фактически распался.

## Замужество
Кроме сестры Ольгу взялась опекать Елизавета Ксаверьевна Воронцова, супруга графа М. С. Воронцова. Она приняла живейшее участие в её судьбе.
Ольге срочно стали подыскивать жениха — им стал двоюродный брат Воронцова генерал Лев Нарышкин. Венчание 22-летней Ольги с 38-летним Нарышкиным состоялось в марте 1824 года в Одессе, где молодые и поселились после свадьбы.
Брак Ольги был не из счастливых, красивая и кокетливая она мало подходила ленивому и сонливому, хотя и доброму Нарышкину.
Граф Киселёв и князь Воронцов винили кругом мужа и его тетку, знаменитую Марию Антоновну, которую, не стесняясь, называли «злой, старой колдуньей», выставляя Ольгу Станиславовну только жертвой «рокового влияния тетки».
В 1835 году Мария Антоновна поселилась с мужем в Одессе, и Лев Нарышкин проводил у неё дни и ночи.
В своем изящном доме Нарышкин, известный своим гостеприимством, устраивал блестящие приёмы. На них царила его красавица жена. Ольга очень любила наряды, постоянно меняла богатые костюмы и с большим воодушевлением поддерживала разговоры о цвете, рисунке материи, длине и покрое платья.

Участником великосветских обедов и балов в доме графини Воронцовой или её подруги Ольги Нарышкиной был Ф. Ф. Вигель, приехавший в Одессу по делам службы. О супругах Нарышкиных он писал так:
Еще летом в Одессе я увидел столь известную Ольгу Потоцкую. Красота её была во всем блеске, но в ней не было ничего девственного, трогательного; я подивился, но не восхитился ею. Она была довольно молчалива, не горда, но и невнимательна с теми, к кому не имела нужды, не столько задумчива, как рассеянна, и в самой первой молодости казалась уже вооружённою большою опытностью. Все было разочтено, и стрелы кокетства берегла она для поражения сильных... Что касается до мужа Ольги, Льва Нарышкина, то он вел самую странную жизнь, то есть скучал ею, никуда не ездил, и две трети дня проводил во сне. Она также мало показывалась, но, дабы не отстать от привычки властвовать над властями, в ожидании Воронцова, задумала пленить Палена, и к несчастью, в том успела. Пален пал к ногам Ольги Нарышкиной, умоляя её развестись с мужем и выйти за него, она расхохоталась и указала ему на дверь.

По характеристике Л. Лурье, Ольга Нарышкина «была настоящая Мессалина», ибо в Одессе «не было вельможи, не состоявшего с ней в связи». Близкие отношения связывали Ольгу Нарышкину и с М. С. Воронцовым. О их отношениях писал Пушкин в своем «Дневнике» от 8 апреля 1834 года:
Болховской сказывал мне, что Воронцову вымыли голову по письму Котляревского (героя). Он очень зло отзывается об одесской жизни, о графе Воронцове, о его соблазнительной связи с О. Нарышкиной etc. etc. — Хвалит очень графиню Воронцову.
В свете говорили, что Воронцов устроил брак Ольги Потоцкой со своим кузеном для прикрытия собственного романа с ней. Воронцов брал на себя многие расходы по содержанию Мисхора, где жили Нарышкины летом, оплачивал карточные долги мужа Ольги.
В 1829 году у Нарышкиных родился долгожданный ребёнок, девочка, которую назвали Софьей. Злые языки утверждали, что она дочь Михаила Воронцова.

### Жизнь в Одессе
Значение Нарышкиных в Одессе было велико, но объяснялось ли оно могуществом Марии Антоновны или связью самой Ольги с Воронцовым — сказать трудно. А. И. Левшин в 1837 году писал из Одессы графу М. С. Воронцову:
Влияние Л. А. Нарышкина наводит здесь панический страх на всех... весьма мало людей, убеждённых вместе с ним в том, что влияние его на вас ничтожно; всякий боится клеветы.

Поэт В. И. Туманский писал своей кузине:
Ах, милый друг, если бы ты знала, как мила, как пленительна Ольга! Сколько удовольствий, ею изобретённых и ею украшенных; сколько милой приветливости, притом же сколько ума и сколько скромности. Я ничего не видел очаровательнее её лица в турецкой чалме. В голубом, как туман, прозрачном платье, когда она танцует вальс, без стыда можно встать перед нею на колени. Прибавь к этому необыкновенную живость в речах, взглядах, улыбок...
А. О. Смирнова, близкий друг брата Киселёва Николая, вспоминала:
Мы приятно проводили лето 1838 года... Графиня Киселёва и её сестра Нарышкина, Рибопьеры всегда обедали в кургаузе. Я разговорилась об этих сестрах. Софья сказала мне, что они все начистоту, а Ольга поднесет вам яду и сама же будет бегать за противоядием. Софья Станиславовна меня страшно полюбила; после вод я приходила к ней пить кофе.

### Последние годы
В 1838 году Ольга с дочерью сопровождала мужа для его лечения за границу, где они провели несколько лет. Они подолгу жили в Вене, Берлине, Мюнхене, Риме. В феврале 1846 года её единственная дочь Софка, безумно ею любимая, стала женой графа Петра Павловича Шувалова (1819—1900).
Расставшись с дочерью, Ольга Станиславовна взяла на себя все заботы о больном муже. Здоровье Льва Нарышкина ухудшалось день ото дня, он передвигался на костылях и надежды на выздоровление не было. В ноябре 1846 года он умер в Неаполе. Превезя тело мужа в Петербург и похоронив его в Благовещенской усыпальнице Александро-Невской лавры, Ольга Станиславовна поселилась в семье дочери в Крыму.

В конце 1850-х годов Ольга Станиславовна уехала в Париж. Здесь происходили её последние встречи с П. Д. Киселёвым, здесь она и скончалась 7 октября 1861 года и была похоронена на кладбище Пер-Лашез. По словам Заблоцкого-Десятовского:
Граф Киселёв был очень опечален кончиной Ольги Станиславовны Нарышкиной, с которой он был в самых дружеских отношениях около 40 лет. Когда она приехала из Гейдельберга в Париж, Павел Дмитриевич посещал её каждый день. Он был у неё за час до её кончины, и последние обращенные к нему слова её "Прощай, всё кончено" — долго не могли изгладиться из его памяти. Кончина эта очень расстроила графа.